# Olena Ryepko
Olena Ryepko née le 1er août 1975 à Kharkiv, est une grimpeuse ukrainienne. 

## Palmarès

### Championnats du monde
- 2005 à Munich,  Allemagne
  -  Médaille d'or en vitesse
- 2003 à Chamonix,  France
  -  Médaille d'or en vitesse
- 2001 à Winterthour,  Suisse
  -  Médaille d'or en vitesse
- 1999 à Birmingham,  Royaume-Uni
  -  Médaille d'argent en vitesse

### Championnats d'Europe
- 2002 à Chamonix,  France
  -  Médaille d'or en vitesse
- 2000 à Munich,  Allemagne
  -  Médaille d'or en vitesse
- 1998 à Nuremberg,  Allemagne
  -  Médaille d'argent en vitesse

### Rock Master d'Arco
- 2008 - 1e place